# Toyota bZ
Toyota bZ («beyond Zero») — це сімейство електромобілів (BEV), вироблених компанією Toyota. Він був представлений у квітні 2021 року разом із концептом bZ4X. Серія bZ є частиною плану Toyota представити 15 моделей електромобілів до 2025 року, сім з яких належать до серії bZ.  Автомобілі серії bZ використовують платформу e-TNGA, розроблену спільно з Subaru.
За словами Toyota, назва «beyond Zero» має на меті передати бажання надати клієнтам цінність, яка перевищує «нульові викиди». Компанія описала серію bZ як «людиноорієнтований» підхід, спрямований на такі регіони, як Китай, Північна Америка та Європа, де зростає попит на BEV. 
Перший автомобіль серії, bZ4X, виробляється в Японії та Китаї та продається з середини 2022 року.  Друга модель під назвою bZ3 була представлена в жовтні 2022 року та продаватиметься виключно в Китаї в 2023 році. Її розробляють спільно з BYD Auto через спільне підприємство BYD Toyota EV Technology (BTET).

## Виробничі моделі
Заявки на патенти в 2020 році виявили, що Toyota зареєструвала дев’ять назв серії bZ, які включають bZ1, bZ2, bZ2X, bZ3, bZ3X, bZ4, bZ4X, bZ5 і bZ5X.  Цифри вказують на розмір або сегмент транспортного засобу, тоді як «X» означає, що автомобіль є позашляховиком/кросовером.

### Моделі
- Toyota bZ4X/bZ (2022–тепер)
- Toyota bZ3 (2023–тепер); продається тільки в Китаї
- Toyota bZ3X (2024–тепер); продається тільки в Китаї
- Toyota bZ5 (Toyota bZ3C) (2025–тепер); продається тільки в Китаї
- Toyota bZ7 (2025–тепер); продається тільки в Китаї

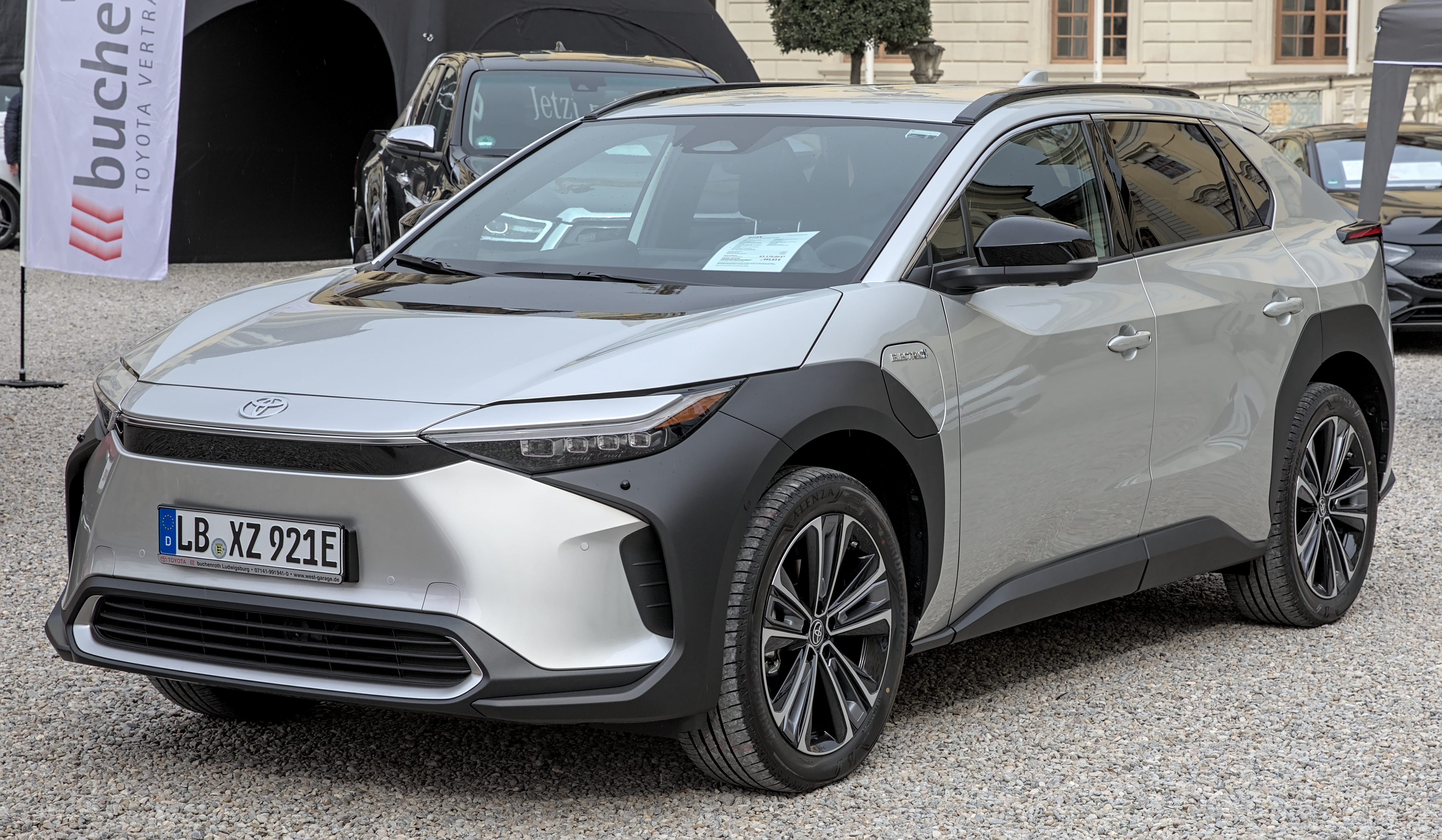
bZ4X
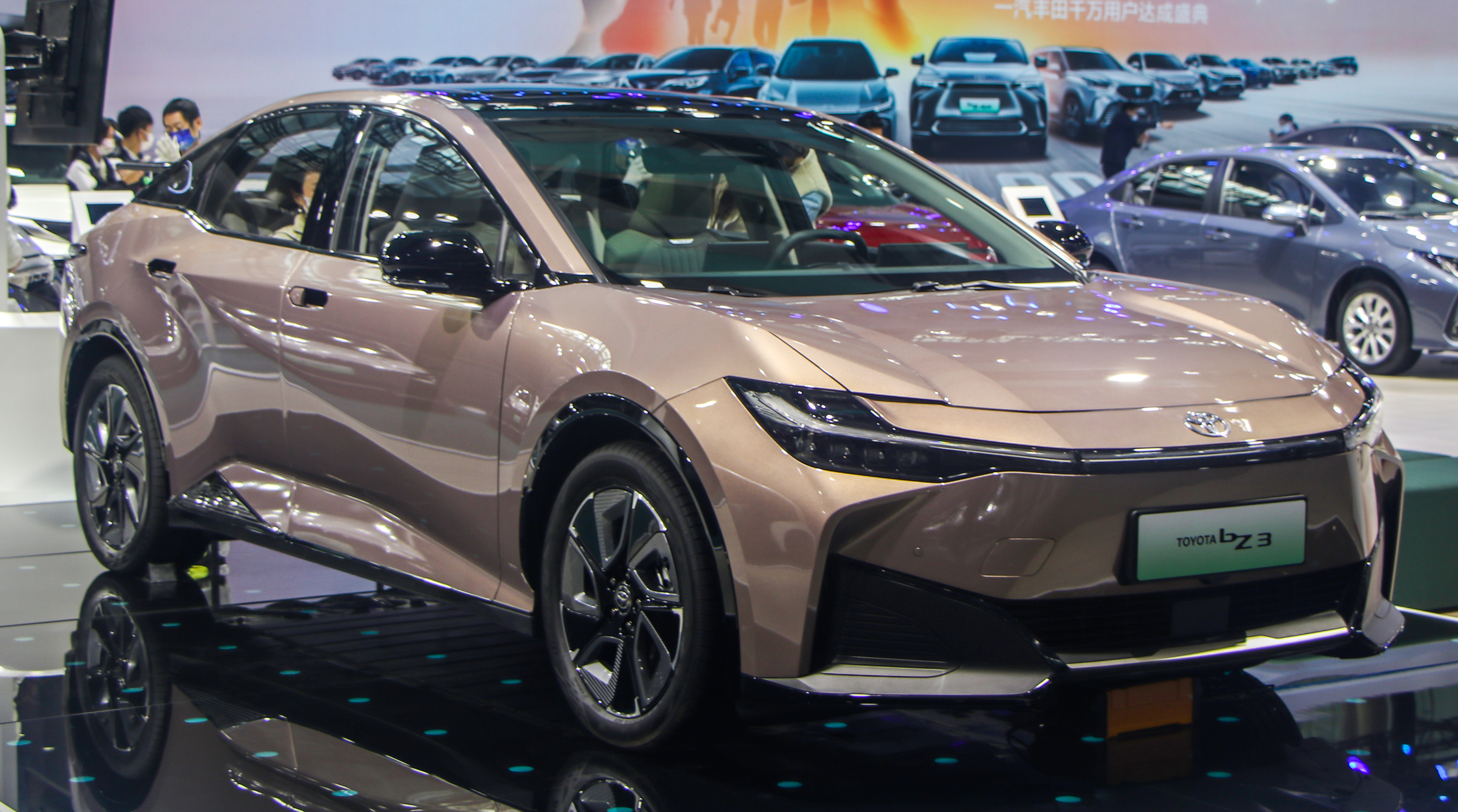
bZ3
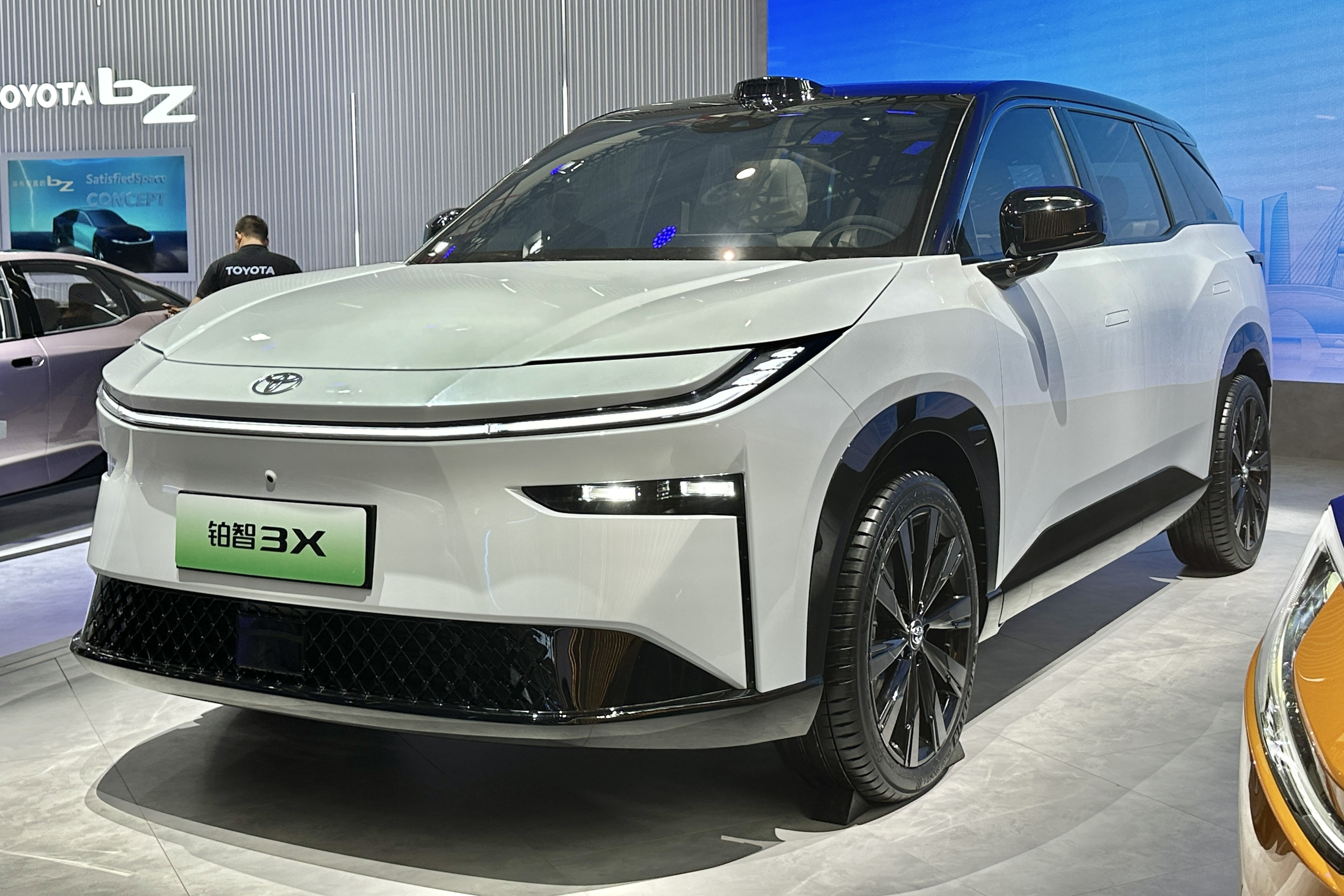
bZ3X
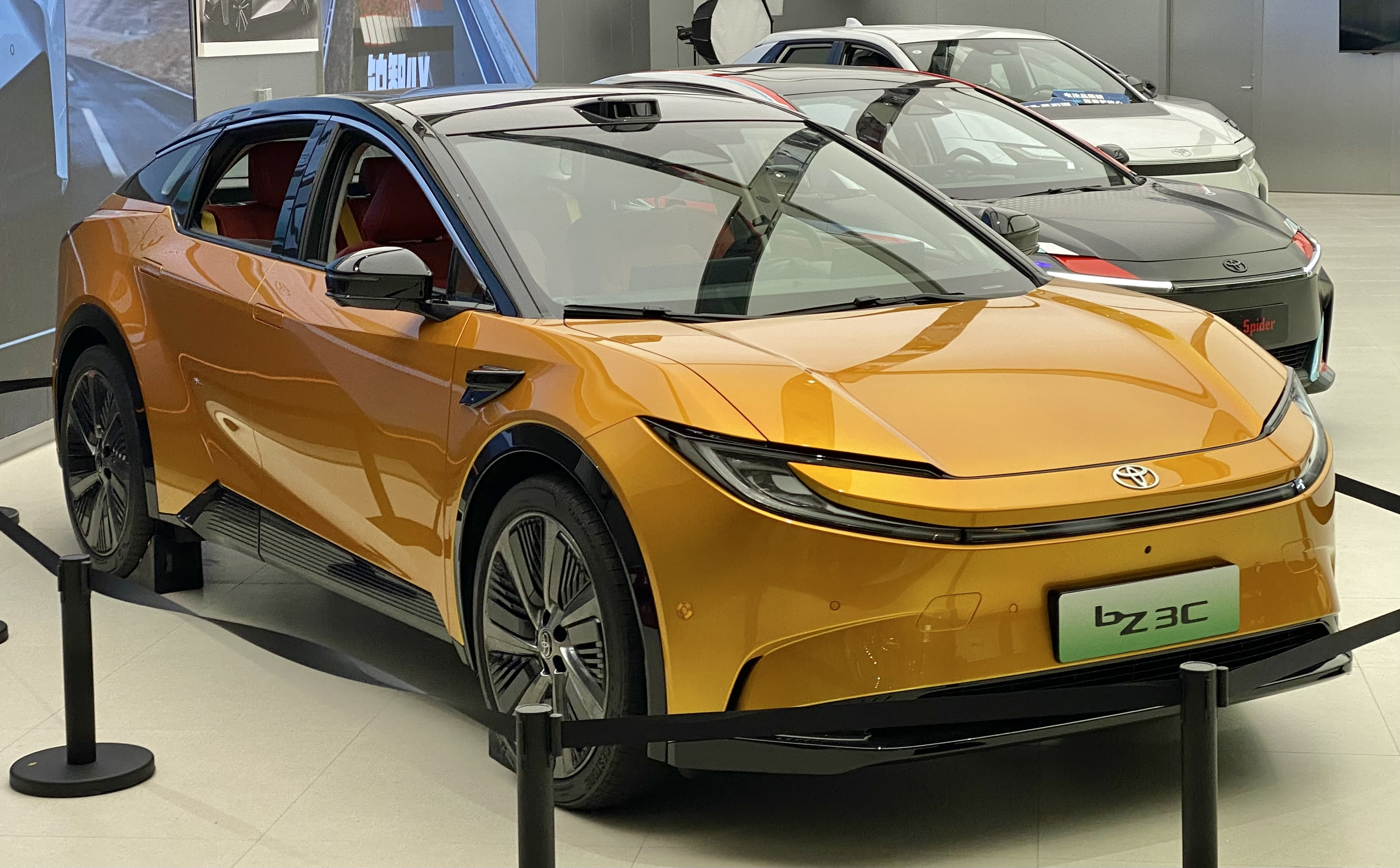
bZ5
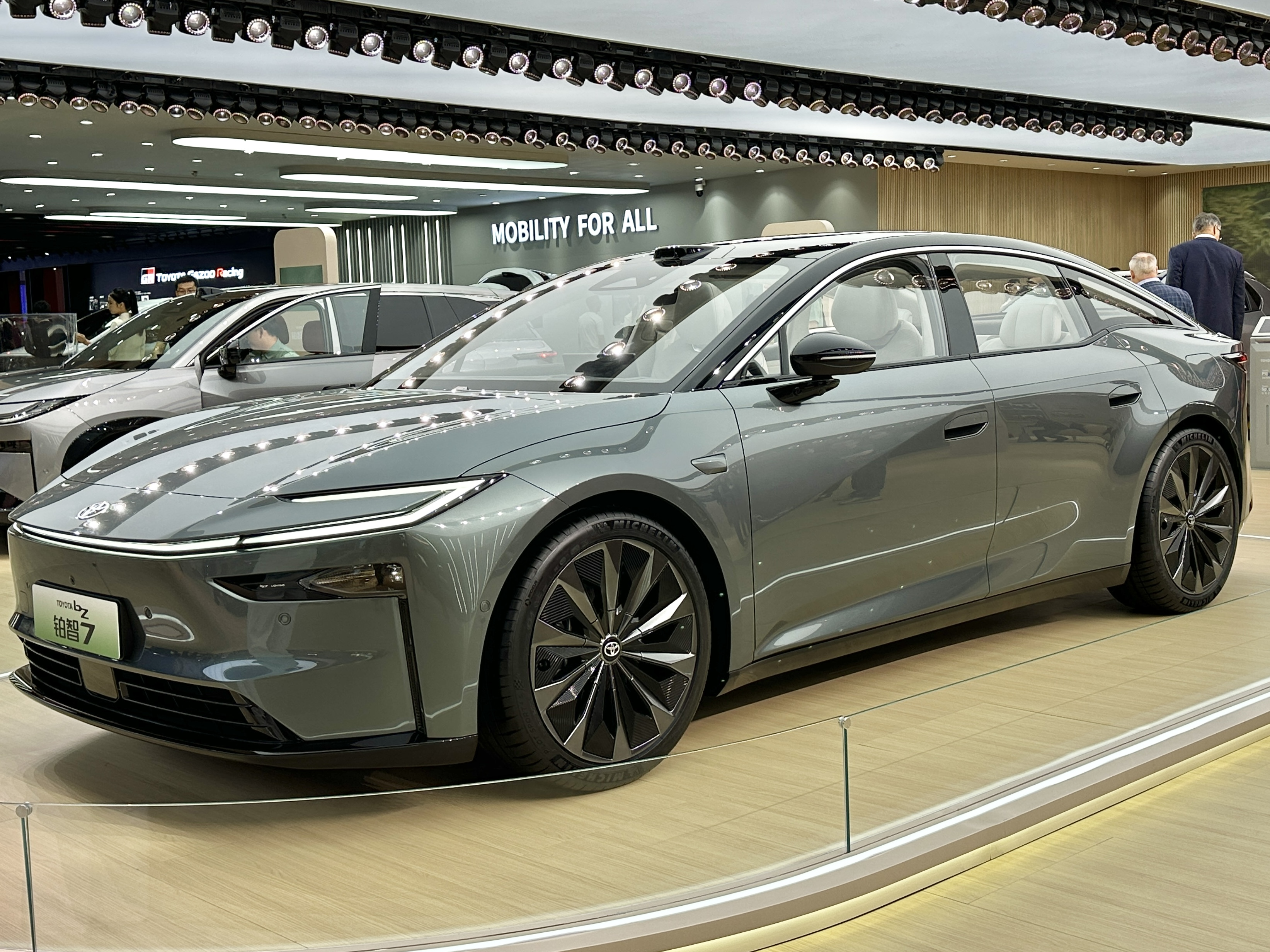
bZ7

### Майбутні серійні моделі
- Toyota bZ5X (2026)

## Концептуальні моделі

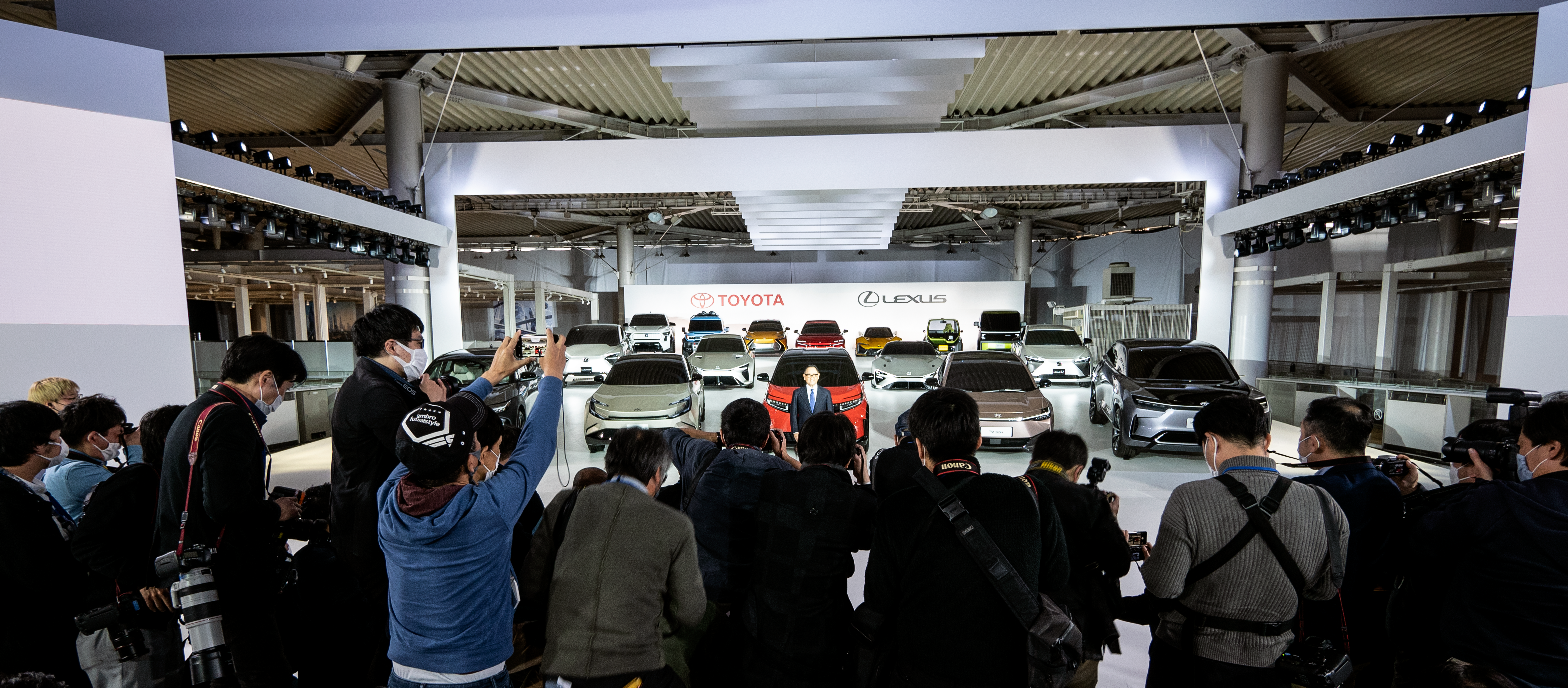
Акіо Тойода показує 15 прототипів під час брифінгу Toyota щодо стратегій BEV у грудні 2021 року

У грудні 2021 року Toyota представила концептуальні автомобілі bZ Compact SUV, bZ Large SUV, bZ Small Crossover і bZ SDN (седан) як частину серії bZ. Чотири концепти bZ були представлені в рамках заходу, на якому продемонстрували п’ятнадцять майбутніх електричних моделей Toyota і Lexus.  У жовтні 2022 року bZ SDN був представлений як bZ3.
Оновлений концепт bZ Compact SUV показали на автосалоні в Лос-Анджелесі в листопаді 2022 року.